# BLOCKSUM
BLOCKSUM（ブロッサム）は、サークル「X680x0同好会」のメンバーである佐藤 慎太郎が制作したアクションパズルゲーム。
第7回CESAスチューデントゲーム大賞で優秀賞を受賞しており、サクセスから携帯電話アプリゲームとしても配信されていた。さらに、同人サークル「Circle infotech」がリメイクしコミックマーケットで販売、後に無料ダウンロード版の配布を開始した。本稿ではこのリメイク版についてのみ語る。

## ゲーム概要

### 目的
ゲームフィールドの下から次々に上昇してくる数字の書かれたブロック同士を連結し、同じ数字のブロックを多数作ることによって消滅させながら生き残り、さらにはスコアを競うことである。

### 操作方法
プレイヤーが操作するのは、主に「カーソル」と呼ばれる正方形状の物体である。これを方向キーで動かし、Zキー（パッドなら1ボタン）を押しながら連結したい2つのブロックの境界をまたぐことにより、ブロック同士が連結される。
Xキー（パッドの2ボタン）を押すと、その間だけブロックの上昇スピードが高速になる。また、ブロックが点滅しているときに押すと、押した瞬間にそれら点滅するブロックが消滅する。

### ブロックとその消滅
上昇してくるブロックには、レベル（ゲームの進行度）に応じて様々な数字が記されている。そしてこれらのブロックを連結する（隣り合ったもの同士に限られる）と、元々の2つのブロックにあった2つの数字の和が記された、2つのブロックを合わせた形のブロックに変化する（例えば、それぞれ「1」と「2」と書かれた、ともに最小の正方形のブロック同士を連結すると、新しく「3」と書かれた長方形のブロックができる）。
こうしてブロックを連結していき、2以上の数字の書かれたブロックを、その数字の数以上の個数だけ繋げると、画面のスクロールが停止すると同時にブロックが点滅し、ちょっと経つと消滅する（このときスコアが加算される）。これを繰り返すことで次々に上昇してくるブロックを消去するのが、このゲームの目的である。

### 魔晶石
たまにブロックと同時に、「魔晶石」と呼ばれる円形の特殊なブロックが現れることがある。これを他のブロックと連結させると、連結したブロックと同じ数字の書かれた、画面上の全てのブロックが消滅する。このときにはスコアは入らない。
魔晶石同士を連結することで、互いに消滅させることもできる。

### ゲームオーバー
ブロックが最上段まで積み上がってしまうと警告音と同時にフィールドの両端に赤いマーカーが表示され、下から上昇してくる。ブロックを消去できないまま、赤マーカーが昇りきってしまうとゲームオーバーになる。

## 詳細

### レベル
このゲームのレベルは0から始まり、ブロックの消去数が100の倍数に達する度に、レベルが1上がる。レベルによって、出てくるブロックの種類が変化する。
なお、特定レベルに達するまでの時間が一定値以下であれば、ボーナスステージに突入する。このレベルでは、ブロックが比較的消しやすい種類・配置になる。

### スコア
このゲームのスコアは、ブロックの消去時にのみ加算される。このとき入るスコアは、揃えたブロックの数字や、一度に消滅させたブロックの個数により変化する。
具体的には、スコアは次のように算出されている。ここで、{\displaystyle S} は最終的に得られるスコア、{\displaystyle A} は揃えたブロックの数字、{\displaystyle B} は一度に消滅させたブロックの個数を指す。また{\displaystyle \left\lceil X\right\rceil } は、{\displaystyle X} の整数部分（小数点以下を切り捨てた数）を指すものとする（床関数）。
{\displaystyle S=\left\lceil A^{1.5}\times B+0.2\right\rceil \times B}

## 評価
前述したように、原作は2005年の第7回CESAスチューデントゲーム大賞において優秀賞を受賞している。
窓の杜のコーナー「週末ゲーム」では「ルールは実にシンプルで操作も簡単なのだが、とにかく足し算の早さが要求される」ゲームとされており、4Gamer.netのコーナー「インディーズゲームの小部屋」では、「大量のブロックを一気に消したときや、思わぬ連鎖が発生して、次々とブロックを消せたときの爽快感は格別」「パズルゲームとして重要な中毒性の高さはかなりのもの」と評されている。またSoftonicのレビュー記事では「高い戦略性とブロックを消す快感が病みつきになるパズルゲーム」とされており、「グラフィックは目が疲れない程度に見やすく、BGMはプレイヤーを煽るようなビートが利いた音楽」とも評されている。
ベクターの「新着ソフトレビュー」では「簡単な足し算さえできれば誰でも楽しめる、ユニークなアクションパズルゲーム」と評価されており、「ゲームの速度が比較的ゆっくりな上、『数字』というなじみ深い要素を使っているため、この手のパズルゲームが苦手な人でも十分に楽しめる」「ピンチに陥ったときのリカバリーが比較的容易なのもポイントのひとつ」「リプレイ機能で過去5件までの自分のプレイを見て攻略法などを研究できる点はうれしい」と評されている。一方で「演出がちょっと地味目で、レベルが上がったり高得点をゲットしたときなどに一応表示はされるものの（レベルアップすると背景が変わる）、いまひとつわかりづらいことは少し残念」ともされている。